# Flota Aérea Mercante Argentina
Flota Aérea Mercante Argentina (FAMA) war eine argentinische Fluggesellschaft, die 1946 gegründet und am 3. Mai 1949 in die neu gegründete staatliche Aerolíneas Argentinas aufgenommen wurde; der eigene Flugbetrieb endete am 31. Dezember 1948.

## Geschichte
FAMA wurde am 8. Februar 1946 als Aktiengesellschaft gegründet, wobei ein Drittel des Kapitals vom Staat gestellt wurde. Die argentinische Regierung schloss im März 1946 ein Abkommen zur Zusammenarbeit mit der chilenischen LAN (Línea Aérea Nacional) und im Mai mit der British South American Airways ab.
Am 4. Juni 1946 wurde mit einer Douglas DC-4 der Flugbetrieb nach Santiago de Chile aufgenommen. Ab Mitte 1946 wurde eine schnell wachsende Flotte aufgebaut, bestehend aus den fabrikneu gekauften Typen Avro York, von denen 5 Stück zwischen Mitte 1946 und dem 12. Dezember 1946 geliefert wurden, und drei Frachtern des Typs Bristol 170, die vom 17. Januar bis 13. Juni 1947 eintrafen. Zwischen dem 15. Mai und 25. September 1947 wurden sechs Vickers Viking der Flotte hinzugefügt, die beiden letzteren Typen für regionale Dienste in die benachbarten Länder.
Diese neuen Flugzeuge wurden durch gebrauchte Maschinen ergänzt, und zwar durch 5 Douglas DC-3 und 3 umgebaute Bomber des Typs Avro Lancastrian Mk.4.
Obwohl die DC-4 zunächst die Flaggschiffe der Flotte waren, wurde ihr Flugplan auf manchen Strecken auch durch Lancastrians und Avro Yorks unterstützt. Die Vikings flogen nach Porto Alegre, Sao Paulo und Rio de Janeiro und ab 1947 inzwischen auch nach Santiago.
Ab 1948 wurden die nicht mit einer Druckkabine ausgestatteten DC-4 allmählich durch sechs druckbelüftete Douglas DC-6 ersetzt; die Lancastrians wurden an die argentinischen Luftstreitkräfte abgegeben. Die erste der fabrikneuen DC-6 wurde am 18. Mai 1948 ausgeliefert, die letzte am 30. September desselben Jahres.
Mitte 1949 wurden die drei Bristol 170 Freighter ebenfalls an die argentinischen Luftstreitkräfte überstellt, ebenso wie die fünf verbliebenen Vickers Viking.
Zeitweise wurde auch die abgebildete Convair CV-240 LV-ADP betrieben, die zunächst als Neuflugzeug am 27. Februar 1948 an die ZONDA übergeben, aber nicht überführt worden war.
Am 3. Mai 1949 wurde FAMA mit drei anderen Fluggesellschaften offiziell zur staatlichen Aerolíneas Argentinas zusammengeschlossen. Der eigenständige Betrieb endete am 31. Dezember 1949.

## Flugziele
Auf die Strecke nach Santiago de Chile folgte am 17. September 1946 die Eröffnung der Flugroute nach Paris und London, ebenfalls mit Douglas DC-4. Schon am 11. Oktober 1946 folgte Madrid als Ziel. Der Flugdienst nach New York wurde am 21. Oktober 1946 aufgenommen, mit insgesamt fünf Zwischenlandungen in Rio de Janeiro, Natal, Belem, Trinidad und Havanna. Am 9. Juli 1947 wurde Rom dem Streckennetz hinzugefügt.
Nachdem die Langstrecken fast alle durch Douglas DC-6 übernommen worden waren, setzte man ab 1949 die DC-4 für Zubringerflüge vom neu eingerichteten europäischen Drehkreuz Lissabon nach Rom und Madrid sowie für die regionalen Dienst nach Brasilien und Chile ein.

## Flotte

### Flotte bei Betriebseinstellung
Beim Zusammenschluss zur Aerolíneas Argentinas übergab FAMA folgende Flugzeuge:
- 03 Avro York
- 01 Convair CV-240
- 05 Douglas DC-3
- 11 Douglas DC-4
- 06 Douglas DC-6

### Zuvor eingesetzte Flugzeuge
Vor dem Zusammenschluss hatte FAMA auch folgende Flugzeugtypen betrieben:
- 3 Avro Lancastrian
- 3 Bristol 170
- 6 Vickers Viking

## Zwischenfälle
Von 1945 bis zur Betriebseinstellung am 31. Dezember 1949 kam es bei FAMA zu 7 Totalschäden von Flugzeugen. Bei 4 davon kamen 35 Menschen ums Leben. Beispiele:
- Am 23. Dezember 1946 kollidierte eine aus Natal (Brasilien) kommende Avro York der Flota Aérea Mercante Argentina (FAMA) (Luftfahrzeugkennzeichen LV-XIG) im Anflug auf den Flughafen Rio de Janeiro-Santos Dumont, Rio de Janeiro, Brasilien, mit dem 990 Meter hohen Berg Pico de Papagaio. Alle 21 Insassen wurden getötet.[15]

- Am 10. Juni 1947 streifte eine Avro Lancastrian C.4 der FAMA (LV-ACS) bei der Landung auf dem Flughafen Natal-Parnamirim (Brasilien) einen Mast und fing Feuer. Von den 18 Insassen kamen ums 6 Leben, 4 Besatzungsmitglieder und 2 Passagiere.[16]

- Am 24. Juli 1947 kollidierte eine Avro York I der FAMA (LV-XIH) bei der Landung auf dem Militärflugplatz Buenos Aires-Moron (Argentinien) mit einem Lastwagen und explodierte. Dabei wurden 3 Menschen getötet, zwei der sechs Besatzungsmitglieder sowie ein Lastwagenfahrer.[17]

- Am 12. August 1947 verflog sich die Besatzung einer Douglas DC-4/C-54A-DO der Flota Aérea Mercante Argentina (FAMA) (LV-ABL) bei Nebel auf dem Weg nach Rio de Janeiro (Brasilien). Bei Cachoeiro de Itapemirim, sage und schreibe 330 Kilometer nordöstlich von Rio,  wurde schließlich eine Notlandung durchgeführt, bei der das Flugzeug irreparabel beschädigt wurde. Alle Insassen überlebten den Unfall.[18]

- Am 13. Januar 1948 kam es mit einer Douglas DC-4/C-54A-5-DO der Flota Aérea Mercante Argentina (FAMA) (LV-AFG) bei Ponte Galeria, 23 Kilometer östlich des Startflughafens Rom-Ciampino (Italien), zu einer Bruchlandung, ausgelöst durch einen Triebwerksbrand. Alle 7 Insassen, 6 Besatzungsmitglieder und ein Passagier, überlebten den Unfall auf dem Testflug.[19]

- Am 14. Mai 1948 kam es bei einer Vickers Viking 1B der FAMA (LV-AFL) auf einem Testflug zu Triebwerksproblemen. Die Piloten entschieden sich für eine Notlandung auf dem Flughafen Junin (Argentinien), 210 Kilometer westlich des Zielflughafens Buenos Aires-Jorge Newbery gelegen. Bei schlechter Sicht kam es jedoch zu einer Bruchlandung auf Ackerland, was zum Zusammenbrechen des Fahrwerks und Ausbruch von Feuer führte. Alle 5 Besatzungsmitglieder überlebten die Bruchlandung unverletzt.[20]

- Am 27. September 1949 kam es in einer Douglas DC-4/C-54A der FAMA (LV-ABI) während des Fluges zu einem Brand. Bei der Notlandung nahe Castilla (Provinz Buenos Aires, Argentinien) kamen von den 27 Insassen 5 ums Leben, 3 Besatzungsmitglieder und 2 Passagiere. Das Flugzeug wurde zerstört[21]